# Nederlands landskampioenschap 1901-1902
Al torneo parteciparono quindici squadre e il HVV Den Haag vinse il titolo.

## Est
|   | Club                | G  | V | N | P | GF | GS | Punti | DR  |                            |
| - | ------------------- | -- | - | - | - | -- | -- | ----- | --- | -------------------------- |
| 1 | Victoria Wageningen | 12 | 7 | 3 | 2 | 34 | 12 | 17    | +22 | Qualificata per la finale. |
| 2 | Hercules            | 12 | 5 | 5 | 2 | 27 | 21 | 15    | +6  |                            |
| 3 | Quick Nijmegen      | 12 | 6 | 1 | 5 | 27 | 18 | 13    | +9  |                            |
| 4 | Go Ahead Wageningen | 12 | 5 | 3 | 4 | 24 | 24 | 13    | 0   |                            |
| 5 | Vitesse             | 12 | 4 | 2 | 6 | 24 | 30 | 10    | -6  |                            |
| 6 | Koninklijke UD      | 12 | 4 | 2 | 6 | 14 | 20 | 10    | -6  |                            |
| 7 | PW                  | 12 | 2 | 2 | 8 | 14 | 39 | 6     | -25 |                            |

G = Partite giocate; V = Vittorie; N = Nulle/Pareggi; P = Perse; GF = Goal fatti; GS = Goal subiti; DR = Differenza reti, PT = Punti

## Ovest
|   | Club                     | G  | V  | N | P | GF | GS | Punti | DR  |                                        |
| - | ------------------------ | -- | -- | - | - | -- | -- | ----- | --- | -------------------------------------- |
| 1 | HVV Den Haag             | 14 | 12 | 0 | 2 | 54 | 16 | 24    | +38 | Qualificata alla finale per il titolo. |
| 2 | HBS Craeyenhout          | 14 | 11 | 2 | 1 | 37 | 15 | 24    | +22 |                                        |
| 3 | Velocitas                | 14 | 7  | 1 | 6 | 27 | 20 | 15    | +7  |                                        |
| 4 | Rapiditas Rotterdam      | 14 | 5  | 1 | 8 | 21 | 43 | 11    | -22 |                                        |
| 5 | RAP Amsterdam            | 14 | 5  | 1 | 8 | 28 | 33 | 11    | -5  |                                        |
| 6 | HFC Haarlem              | 14 | 4  | 1 | 9 | 25 | 37 | 9     | -12 |                                        |
| 7 | Koninklijke HFC          | 14 | 4  | 1 | 9 | 25 | 38 | 9     | -13 |                                        |
| 8 | Ajax Sportman Combinatie | 14 | 4  | 1 | 9 | 24 | 39 | 9     | -15 |                                        |

G = Partite giocate; V = Vittorie; N = Nulle/Pareggi; P = Perse; GF = Goal fatti; GS = Goal subiti; DR = Differenza reti, PT = Punti

## Finale per il titolo
| Squadra 1    | Totale | Squadra 2           | Andata | Ritorno |
| ------------ | ------ | ------------------- | ------ | ------- |
| HVV Den Haag | 5-3    | Victoria Wageningen | 2-2    | 3-1     |

Il HVV Den Haag vince il titolo.